# Tachisme

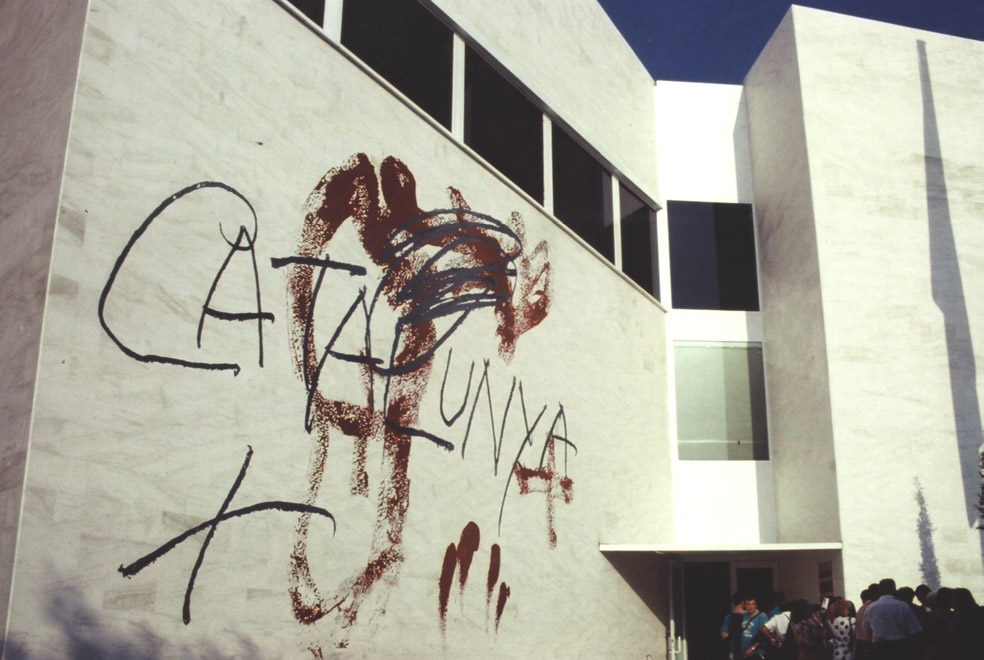
Antoni Tàpies, Sevilla, 1992

Tachisme, afgeleid van het Franse woord tache voor vlek, is een stijlvariant binnen de abstracte schilderkunst die populair werd in de jaren '40 en '50. 
De naam van deze schilderstijl komt uit Frankrijk. Tachisme wordt vaak beschouwd als het Europese equivalent van het Amerikaanse abstract expressionisme. De stijl was onderdeel van een grotere naoorlogse beweging bekend als informele schilderkunst, Frans: art informel, die niet meer geometrisch en abstract schilderde, maar op een meer intuïtieve manier, te vergelijken met actionpainting. De stroming is tevens nauw verwant met Cobra.

## Schilders
- Pierre Alechinsky (geboren 1927) – Cobragroep
- Karel Appel (1921-2006) – Cobragroep
- Jean René Bazaine (1904–2001)
- Roger Bissière (1888–1964 )
- Norman Bluhm (1921-1999)
- Dieter Borst (geboren  1950)
- Ferruccio Bortoluzzi (1920-2007)
- Camille Bryen (1902–1977)
- Alberto Burri (1915–1995)
- Jean Dubuffet (1901–1985)
- Agenore Fabbri (1911-1998)
- Jean Fautrier (1898–1964)
- Lucio Fontana (1899–1968)
- Sam Francis (1923–1994)
- Elaine Hamilton (1920–2010)
- Hans Hartung (1904–1989)
- Paul Jenkins (geboren 1923)
- Asger Jorn (1914-1973) – Cobragroep
- André Lanskoy (1902–1976)
- René Laubies (1922–2006)
- Georges Mathieu (1921-2012)

- Ludwig Merwart (1913–1979)
- Henri Michaux (1899–1984)
- Jean Miotte (geboren 1926)
- Ernst Wilhelm Nay (1902–1968)
- Serge Poliakoff (1906–1969)
- Jackson Pollock (1912–1956)
- Emilio Scanavino (1922–1986)
- Emil Schumacher (1912-1999)
- Maria Helena Vieira da Silva (1908–1992)
- Pierre Soulages (geboren 1919)
- Nicolas de Staël (1914–1955)
- Pierre Tal-Coat (1905-1985)
- Michel Tapié (1909-1987)
- Antoni Tàpies (1923-2012)
- Louis Van Lint (1909-1986)
- Bram van Velde (1895–1981)
- François Willi Wendt (1909-1970)
- Wols eigenlijk Wolfgang Schulze (1913–1951)
- Zao Wou Ki (geboren 1921)

absolute schilderkunst ·  abstract expressionisme · abstracte kunst · academische kunst · actionpainting · art brut · art deco · classicisme · colorfieldpainting · dadaïsme · expressionisme · fauvisme · figuratieve kunst · futurisme · hard edge · hyperrealisme · impressionisme · informele schilderkunst · jugendstil · kubisme · luminisme · magisch realisme · maniërisme · minimal art · naïeve kunst · naturalisme · neo-expressionisme · neo-impressionisme · nieuwe beelding · nieuwe zakelijkheid · op-art · orphisme · oriëntalisme · piëtisme · pittura metafisica · pixel art · pointillisme · popart · postimpressionisme · prerafaëlieten · primitivisme · realisme · romaans . romantiek · sociaal realisme · suprematisme · surrealisme · symbolisme · tachisme